# Xian de Long'an
Pour les articles homonymes, voir Long'an.
Le xian de Long'an (chinois simplifié : 隆安县 ; chinois traditionnel : 隆安縣 ; pinyin : Lóng'ān Xiàn ; Zhuang : Lungznganh Yen) est un district administratif de la région autonome Zhuang du Guangxi en Chine. Il est placé sous la juridiction de la ville-préfecture de Nanning.

## Démographie
La population du district était de 366 199 habitants en 1999, et la population du district était de 395 323 habitants en 2009, dont 96.34 % de Zhuang, groupe ethnique principalement concentré dans cette région.